# Палац Кастель-Гандольфо

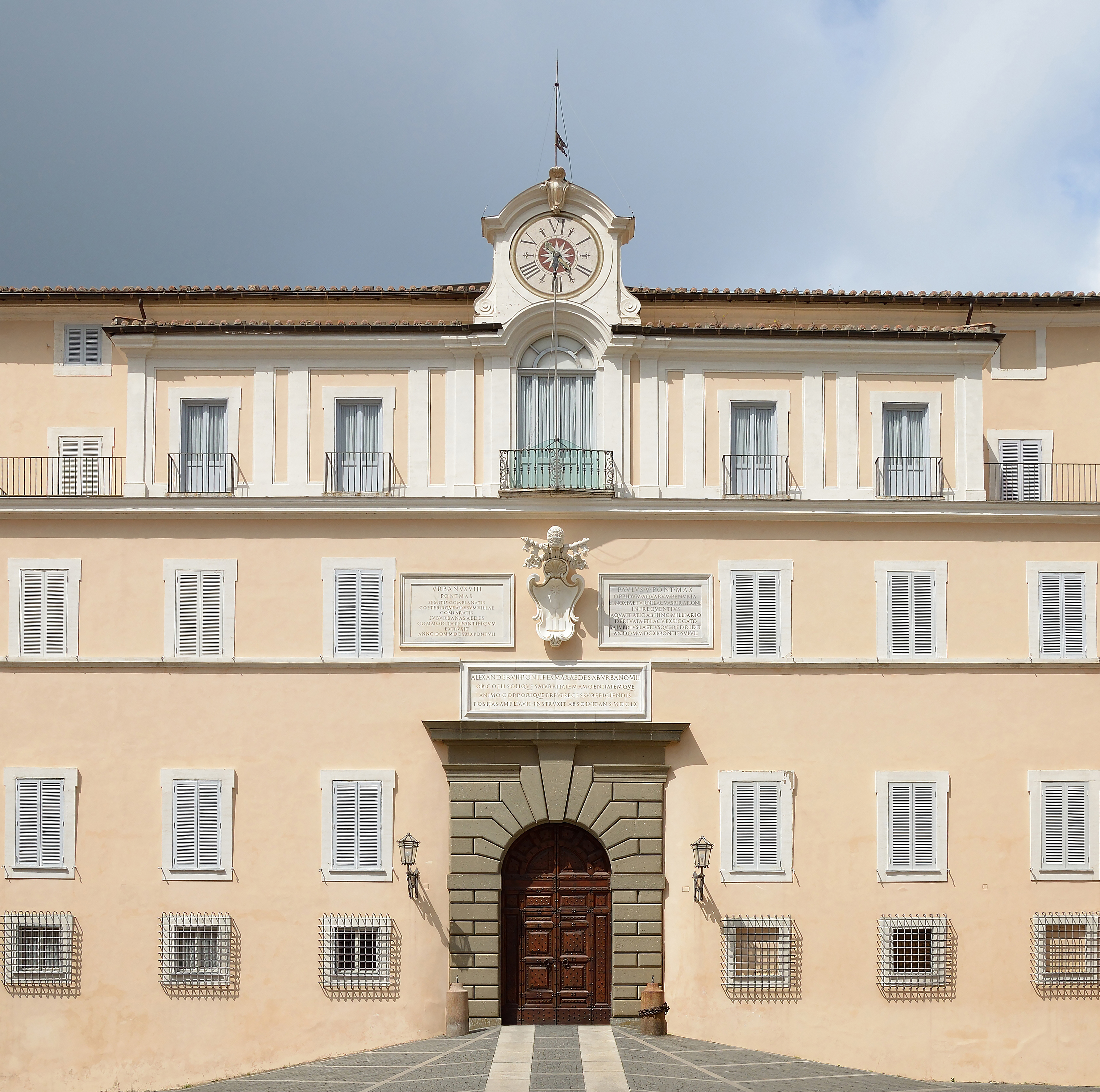
Фасад палацу Кастель-Гандольфо в 2015 році

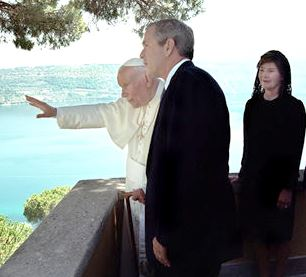
Папа Іван Павло II з президентом США Джорджем Бушем та його дружиною Лаурою в палаці Кастель-Гандольфо в липні 2001 року

Папський палац Кастель-Гандольфо або Апостольський палац Кастель-Гандольфо (італ. Palazzo Apostolico di Castel Gandolfo) — комплекс будівель площею 54,6 га в саду в місті Кастель-Гандольфо в Італії, який включає головну віллу XVII століття, Ватиканську обсерваторію та фермерський будинок з 30,4 га сільськогосподарських угідь. Головна споруда, Папський палац, з жовтня 2016 року є музеєм. Протягом століть він служив літньою резиденцією та місцем відпочинку для Папи Римського і мав екстериторіальний статус, знаходячись на території Італії, але перебуваючи у власності Святого Престолу. З вікон відкривається вид на Альбанське озеро.

## Історія

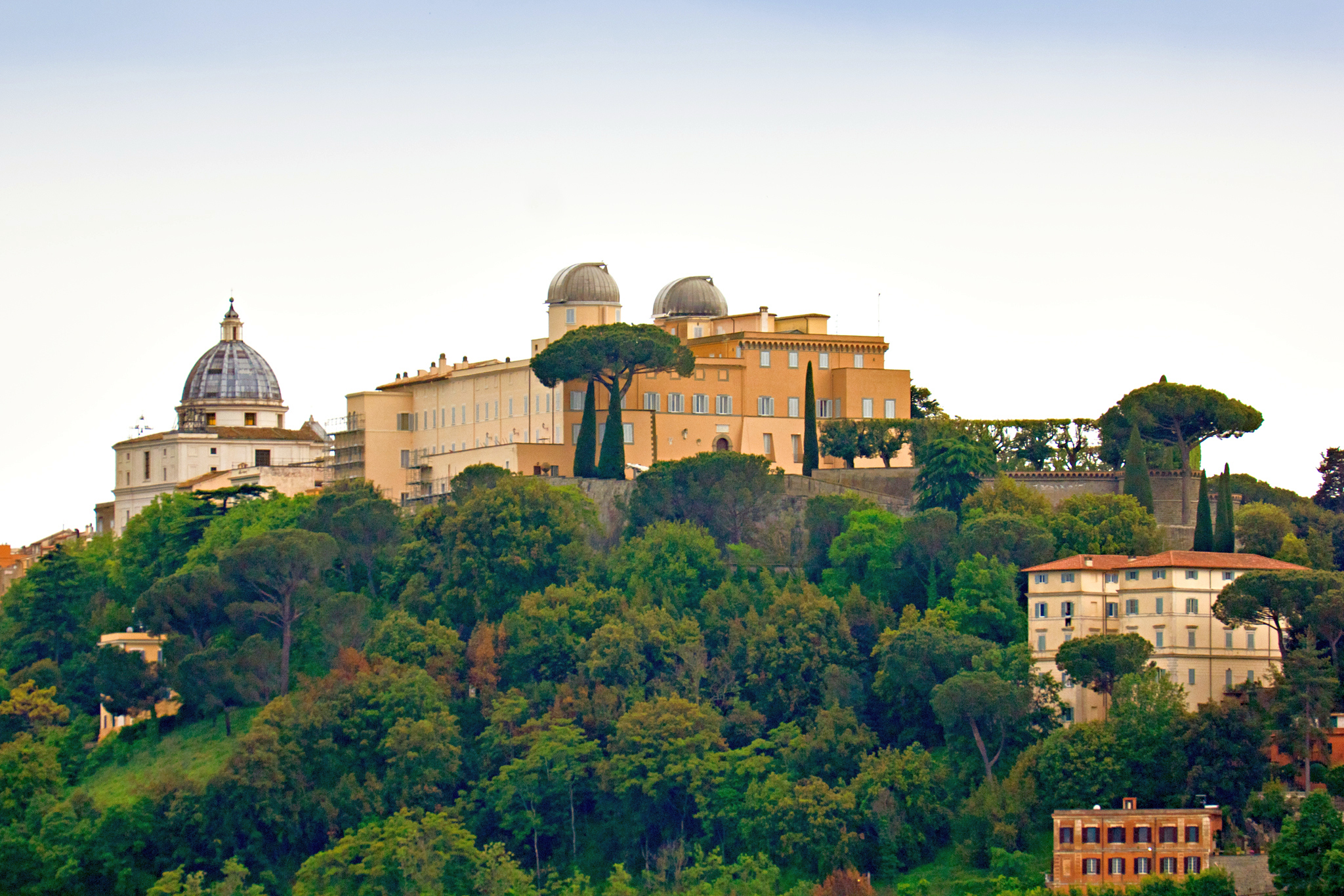
Палац Кастель-Гандольфо з куполами Ватиканської обсерваторії в центрі

Ватикан придбав замок у 1596 році в рахунок сплати боргу родини Савеллі. Замок датувався XIII століттям.
Сади знаходяться на місці резиденції римського імператора Доміціана. Палац був спроєктований швейцарсько-італійським архітектором Карло Мадерно для папи Урбана VIII. Відтоді близько половини його наступників використовували палац як літню резиденцію та місце для відпочинку, за винятком 1870—1929 років, коли папи, у територіальній суперечці з Італією, не залишали Ватикан. Пій XI модернізував приміщення і знову почав використовувати для відпочинку в 1934 році. За Латеранською угодою 1929 року, палац і прилегла вілла Барберіні, додана до комплексу папою Пієм XI, є екстериторіальною власністю Святого Престолу.
Під час Другої світової війни невідома кількість єврейських біженців переховувалась у палаці під захистом Святого Престолу, а в 1944 році багато людей використовували це місце як притулок від бомбардувань союзників, хоча понад 500 людей загинули під час одного з нальотів.
У палаці померли папи Пій XII в 1958 році і Павло VI у 1978 році. Іван Павло II наказав побудувати в палаці басейн, і папараці скористалися можливістю зробити його фото.
Бенедикт XVI переселився до палацу після завершення свого папства 28 лютого 2013 року, а новий папа Франциск приєднався до нього на обід 23 березня і повернувся до Ватикану 2 травня. Франциск короткостроково відвідував палац ще двічі, але оголосив, що не буде проводити там літо, як це робили багато його попередників.
7 грудня 2013 року Папа Римський Франциск призначив Освальдо Джанолі директором папських вілл Кастель-Гандольфо. У березні 2014 року Ватикан відкрив Сади Барберіні для платного відвідування під з екскурсоводом вранці щодня, крім неділі. Починаючи з 11 вересня 2015 року, громадськість могла подорожувати з Ватикану до Кастель-Гандольфо потягом, який раніше був зарезервований для використання Папою. Того ж продукти з ферми, які раніше були доступні лише для працівників Ватикану, стали доступними для купівлі.
21 жовтня 2016 року палац було відкрито для огляду. На запитання, чи будівля знову стане папською резиденцією, мер Кастель-Гандольфо Мільвія Моначезі відповіла: «те, що палац зараз є музеєм, буде складно відмінити в майбутньому».

## Правовий статус
Згідно Латеранської угоди 1929 року Папський палац Кастель-Гандольфо є територією Італії, але належить Святому Престолу та має екстериторіальність, порівнянну з дипломатичними представництвами. Він звільнений від італійських податків, а італійській владі заборонено в'їжджати туди без згоди Святого Престолу.